# Estampille (archéologie)
Pour les articles homonymes, voir Estampille.
En archéologie, les estampilles sont de brèves inscriptions portées sur un matériau (céramique, terres cuites architecturales, plomb...) à l'aide d'une matrice. Elles indiquent le nom du potier ou de l'atelier où a été fabriqué l'objet estampillé.
Dans le cas des amphores, les amphorologues parlent de timbre amphorique qui est toutefois synonyme d'estampille.

Exemples d'estampile.
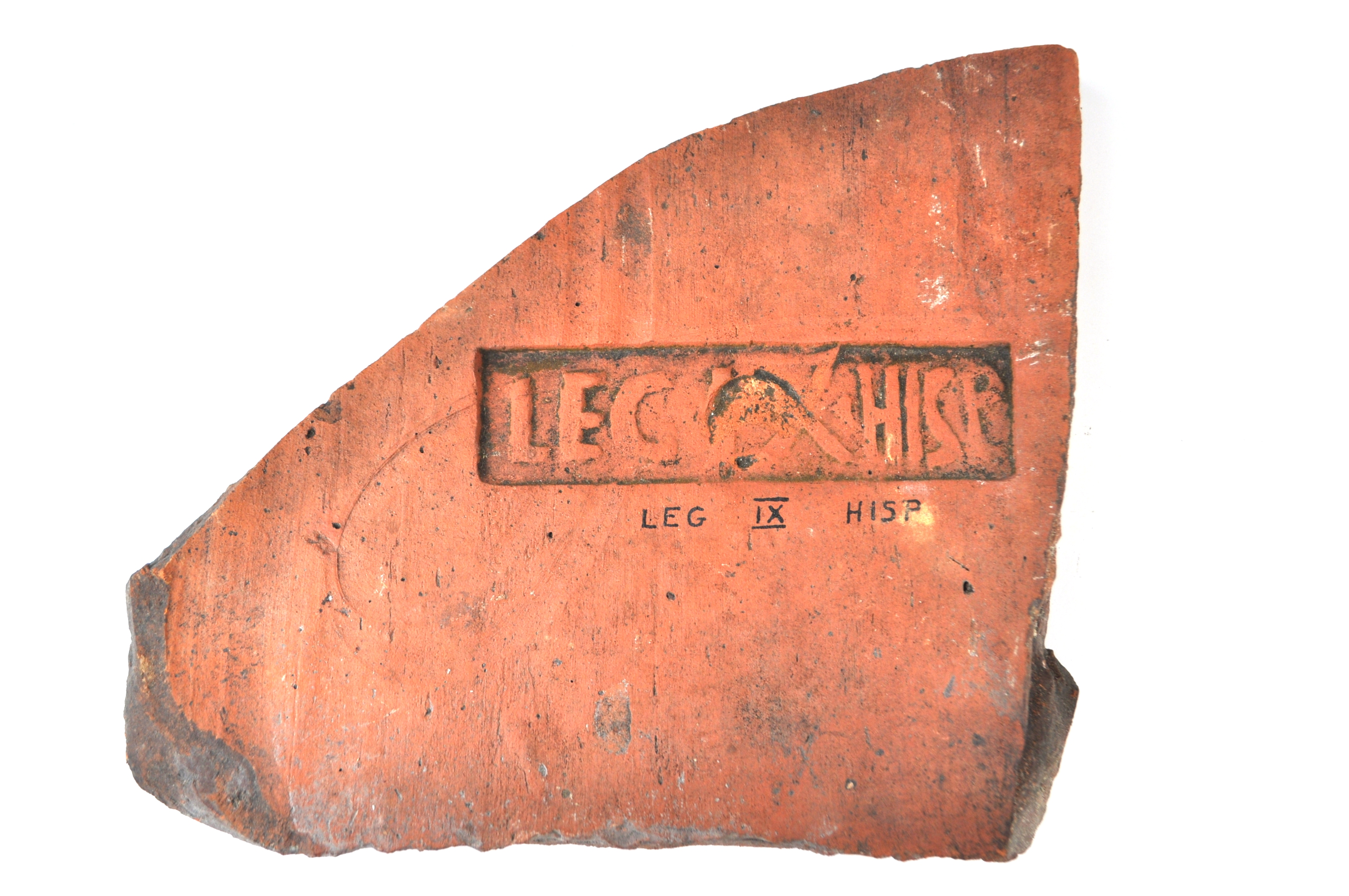
Estampille légionnaire sur tegula de la Legio IX Hispana.
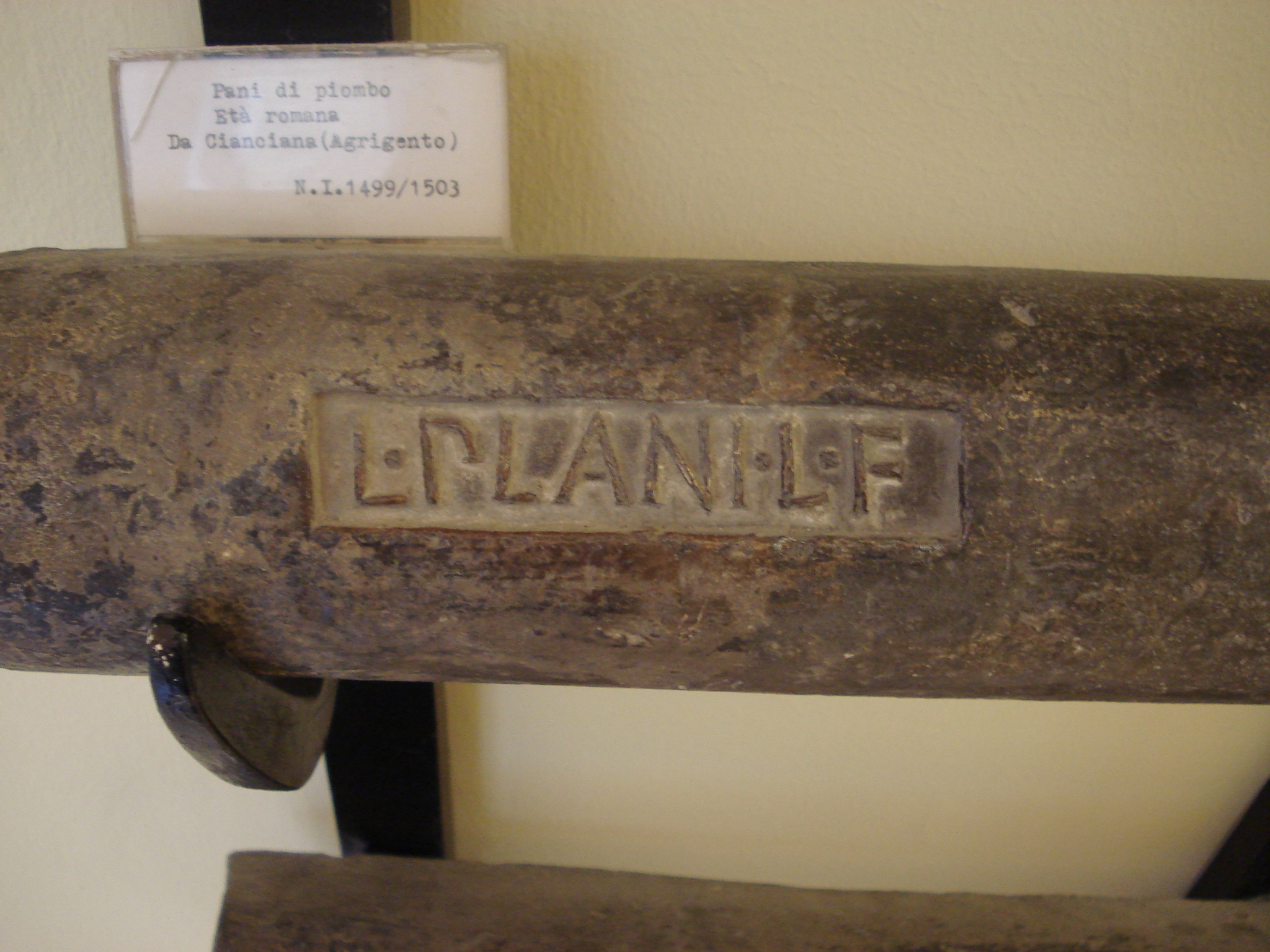
Estampille L. PLANI L. F. sur canalisation en plomb.
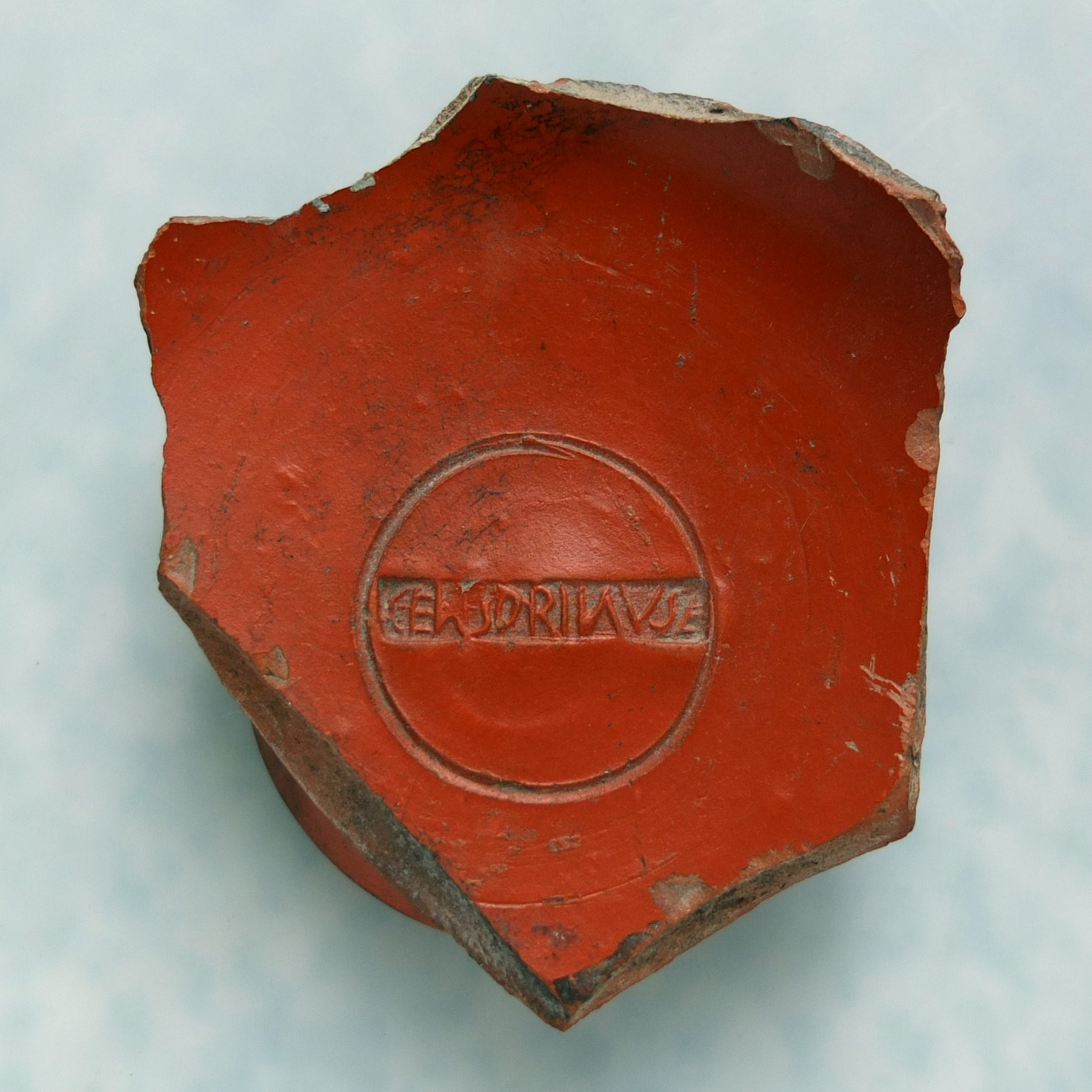
Estampille CENSORINUS sur céramique sigillée.
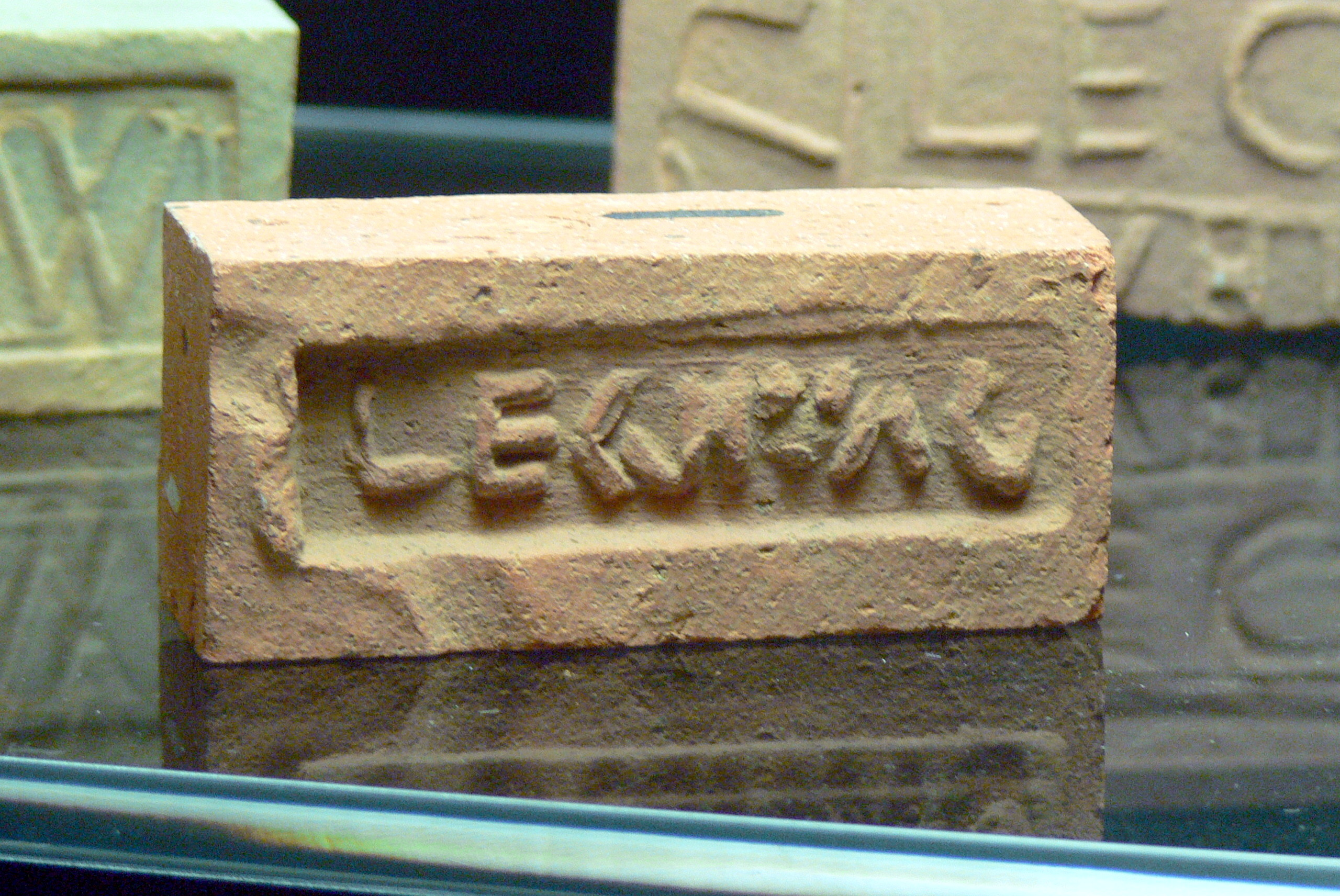
Estampille légionnaire sur brique.
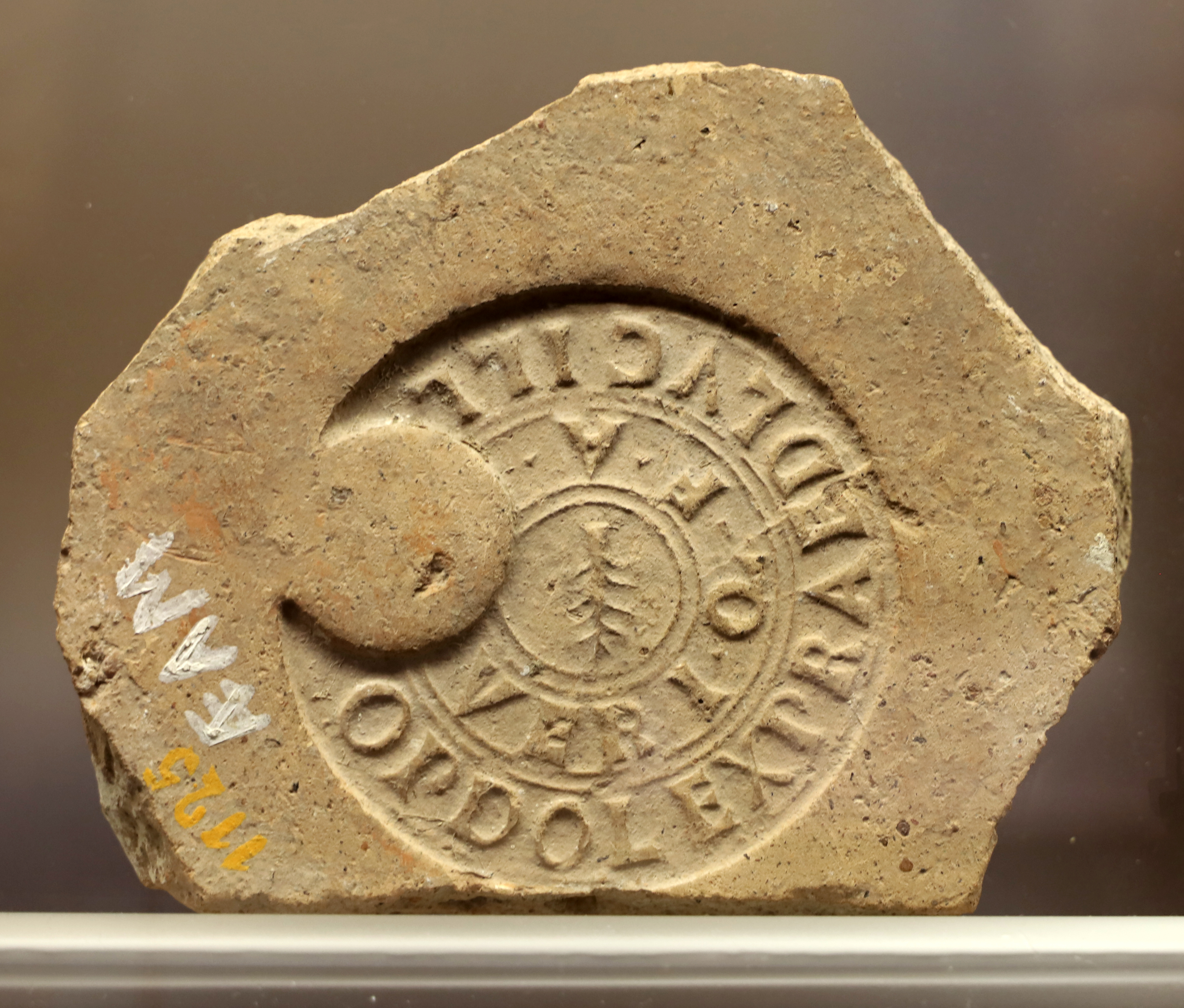
Estampile doliaire.